# John Fitzgerald Kennedy National Historic Site
Pour les articles homonymes, voir Kennedy.
Le John Fitzgerald Kennedy National Historic Site est la maison-musée de naissance du président américain John Fitzgerald Kennedy, du 83 Beal Street de Brookline, dans la banlieue de Boston, dans le Massachusetts, aux États-Unis. La famille Kennedy vécut ici de 1914 à 1920. Le musée est déclaré site historique national depuis 1967.

## Histoire
Joseph Kennedy achète cette maison de style Colonial Revival (en), de neuf pièces sur trois étages, le 20 août 1914, avant d'épouser Rose Kennedy à Boston le 7 octobre 1914 (fille du maire de Boston John Francis Fitzgerald). Ils vivent dans cette demeure les sept années suivantes, où naissent les trois premiers de leurs neuf enfants, John Kennedy et ses deux sœurs Rosemary et Kathleen.

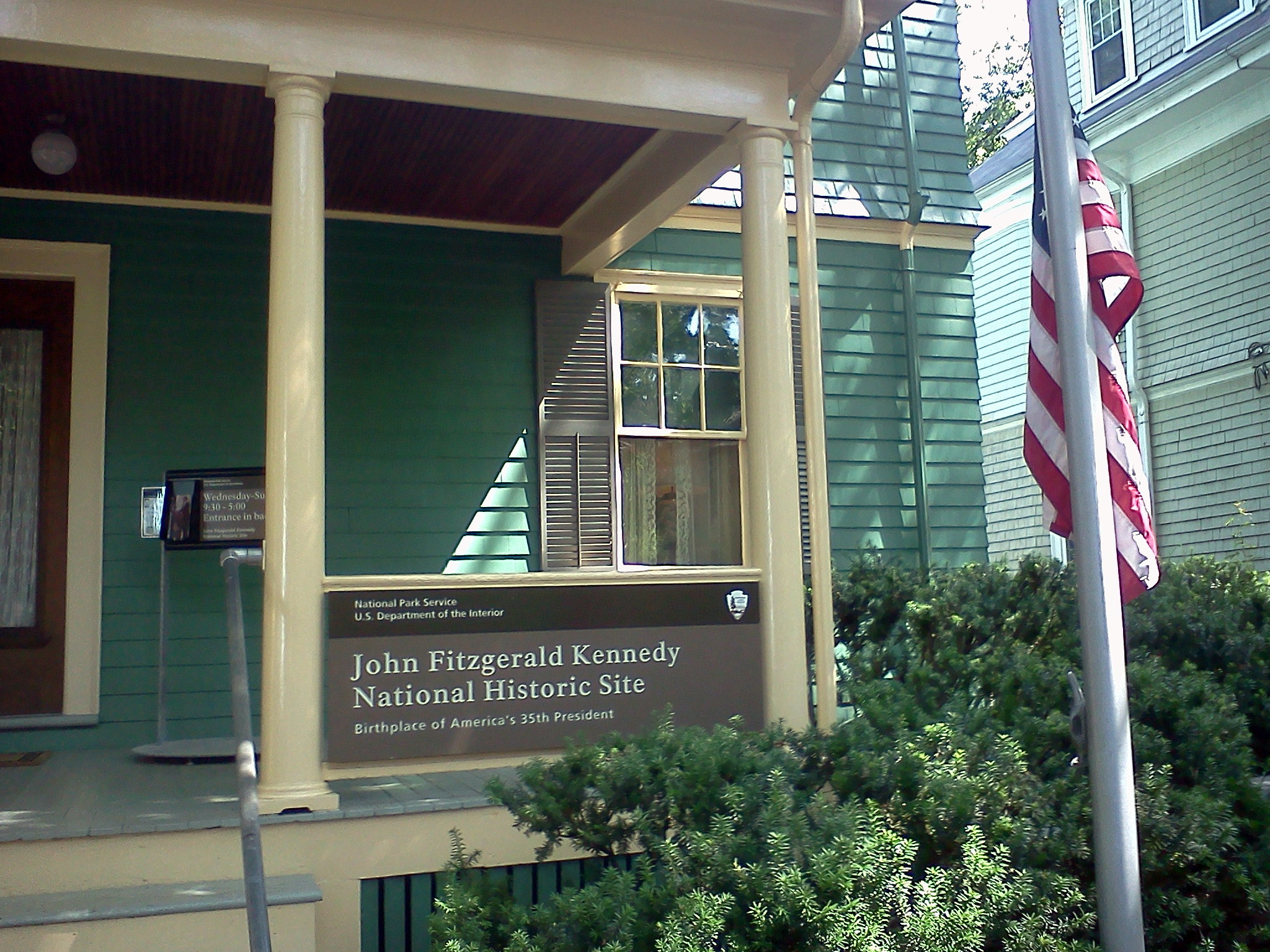
Plaque commémorative
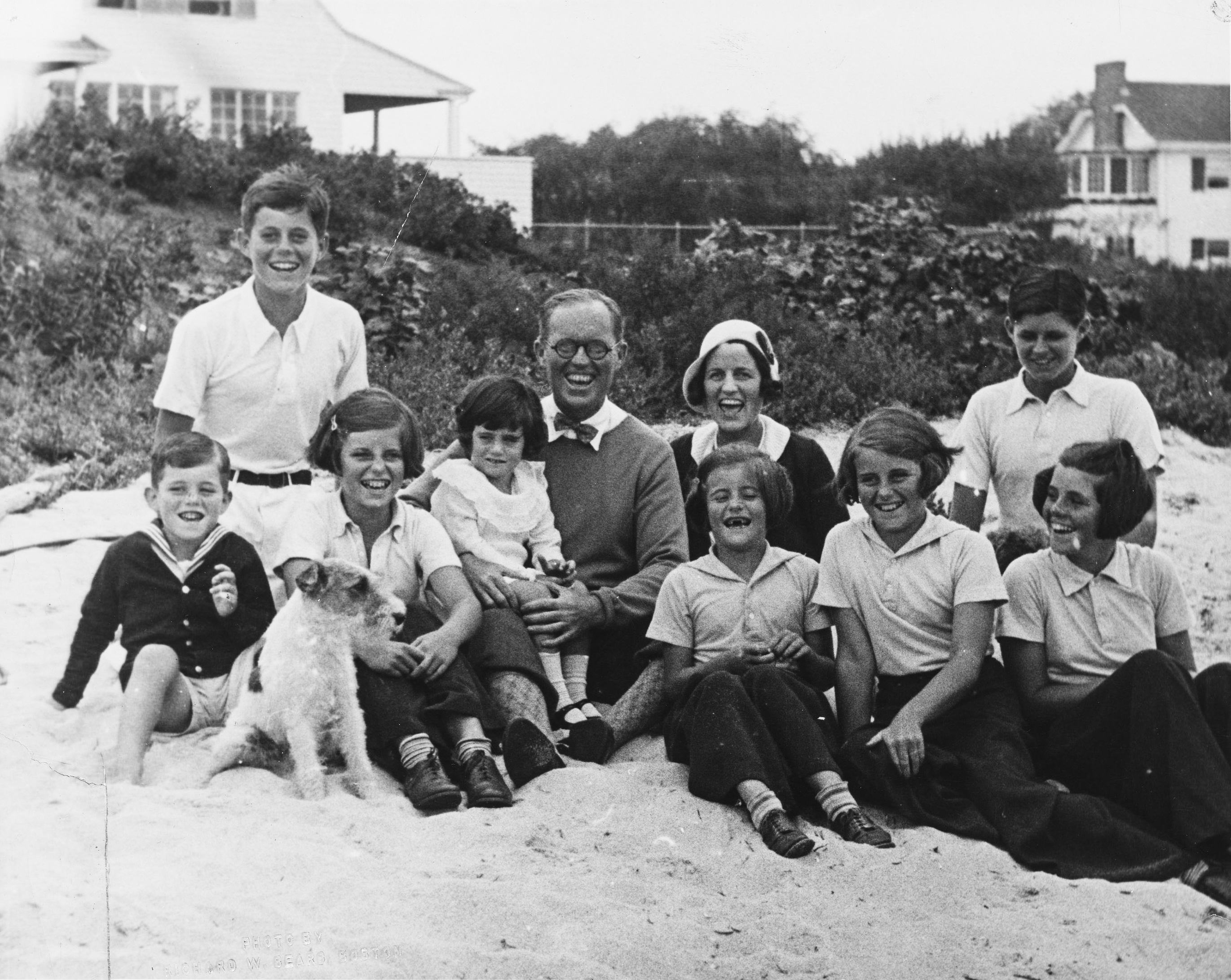
Famille Kennedy (1931)

L'évolution de la fortune familiale et l'agrandissement de la famille incitent les Kennedy à déménager en 1920 pour une plus grande maison à quelques rues de là.

## Maison-musée Kennedy
La famille Kennedy rachète cette ancienne demeure familiale en 1966, pour fonder ce musée historique en mémoire de John Kennedy, auquel Rose Kennedy à redonné l'apparence qu'elle avait à la naissance de son fils en 1917. Le musée est inauguré le 26 mai 1967, avec ambiance, décor, meubles, objets, documents, photographies, films d'époque. Elle en fait don au National Park Service en 1969. Les lieux ont été visités depuis par plus de 500 000 personnes (dont 7 000 visiteurs en 2005). 